# Jos Smolderen
Jos Smolderen (Borgerhout, 4 oktober 1889 - Antwerpen 12 juni 1973) was een Belgisch architect. 

## Biografie
Franciscus Josephus "Joseph" Smolderen volgde zijn middelbaar onderwijs aan de Sint-Norbertusschool te Antwerpen. Aan de Koninklijke Academie voor Schone Kunsten volgde hij vanaf 1903 avondlessen onder meer bij Isidoor Opsomer. In 1904 volgde uit interesse nog architectuur aan het Nationaal Instituut voor Schone Kunsten. Vanaf 1908 volgde hij dan lessen "bouwkunde" in het Nationaal Hoger Instituut voor Schone Kunsten bij professor Leonard Blomme. In 1914 is hij laureaat van de Prijs van Rome voor architectuur.
Als lid van de "Kring voor Bouwkunde" kreeg hij een brede kijk op architectuur. 
Tijdens de Eerste Wereldoorlog vluchtte hij naar het neutrale Nederland en leerde daar Hendrik Petrus Berlage kennen. 
Na de oorlog bouwde hij samen met Jan Vanhoenacker woonblokken voor de Nationale Maatschappij voor Goedkope Woningen in de Antwerpse wijken: Kiel, Luchtbal, Linkeroever en Antwerpen-Noord. 
Samen met Jan Vanhoenacker en John Van Beurden richtte hij in 1920 een architectenbureau op, dat elf jaar later, in 1931, ontbonden werd. 
Smolderen volgde in 1927 Victor Horta op als directeur van de architectuurafdeling van het Nationaal Hoger Instituut voor Schone Kunsten.
Hij was de vader van ambassadeur en kunsthistoricus Luc Smolderen (1924-2013).

## Realisaties
- Sint-Vincentius a Paulokerk (Anderlecht) (Brussel)
- Wereldtentoonstelling van 1930 (Antwerpen) (Functie: hoofdarchitect)
- Boerentoren (binneninrichting) (Antwerpen)
- Christus Koningkerk (Antwerpen)
- Monument voor de intergeallieerden op de Cointe-heuvel (Luik)
- Sint-Rochuskerk (Halle)
- Woning Ghesquiere (Halle)
- De woonblokken "Jan De Voslei en omgeving" van de maatschappij "De Goede Woning" (Antwerpen) (in samenwerking met Hendrik Maes), in/bij het Kielpark.

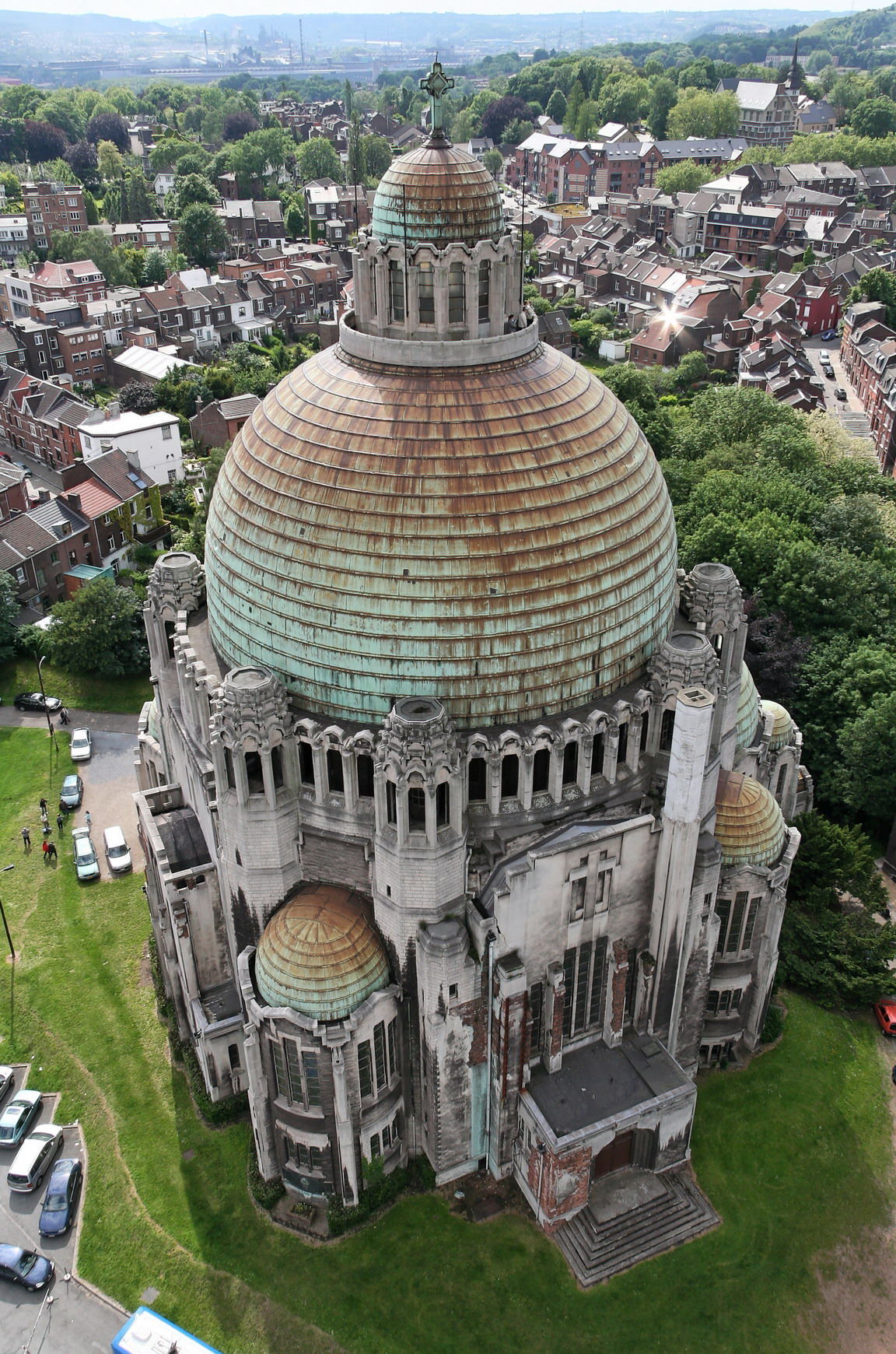
Heilig-Hartkerk, religieus monument voor de intergeallieerden, gefotografeerd vanaf de toren
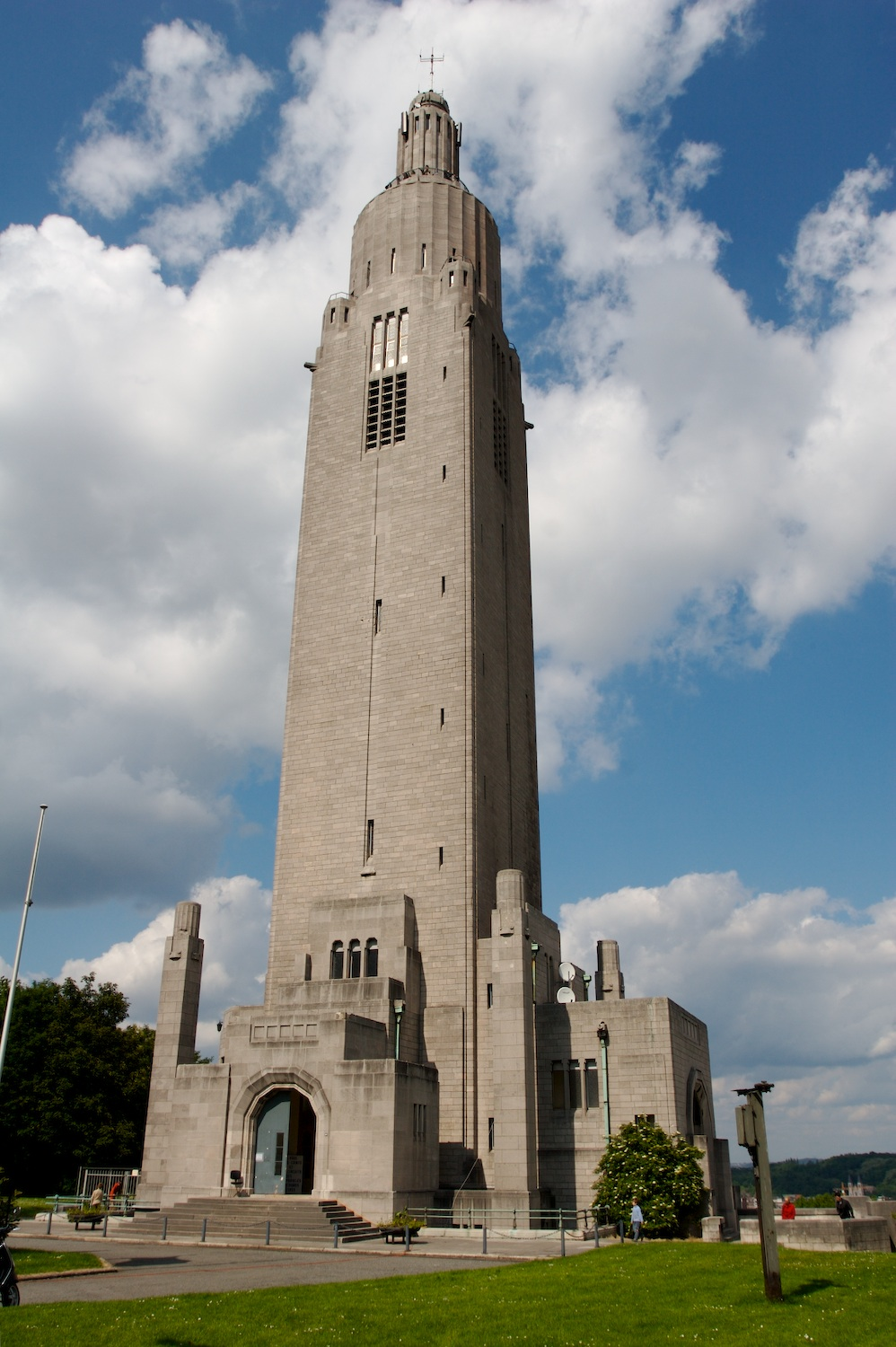
Civiel herdenkingsmonument voor de intergeallieerden (Luik)
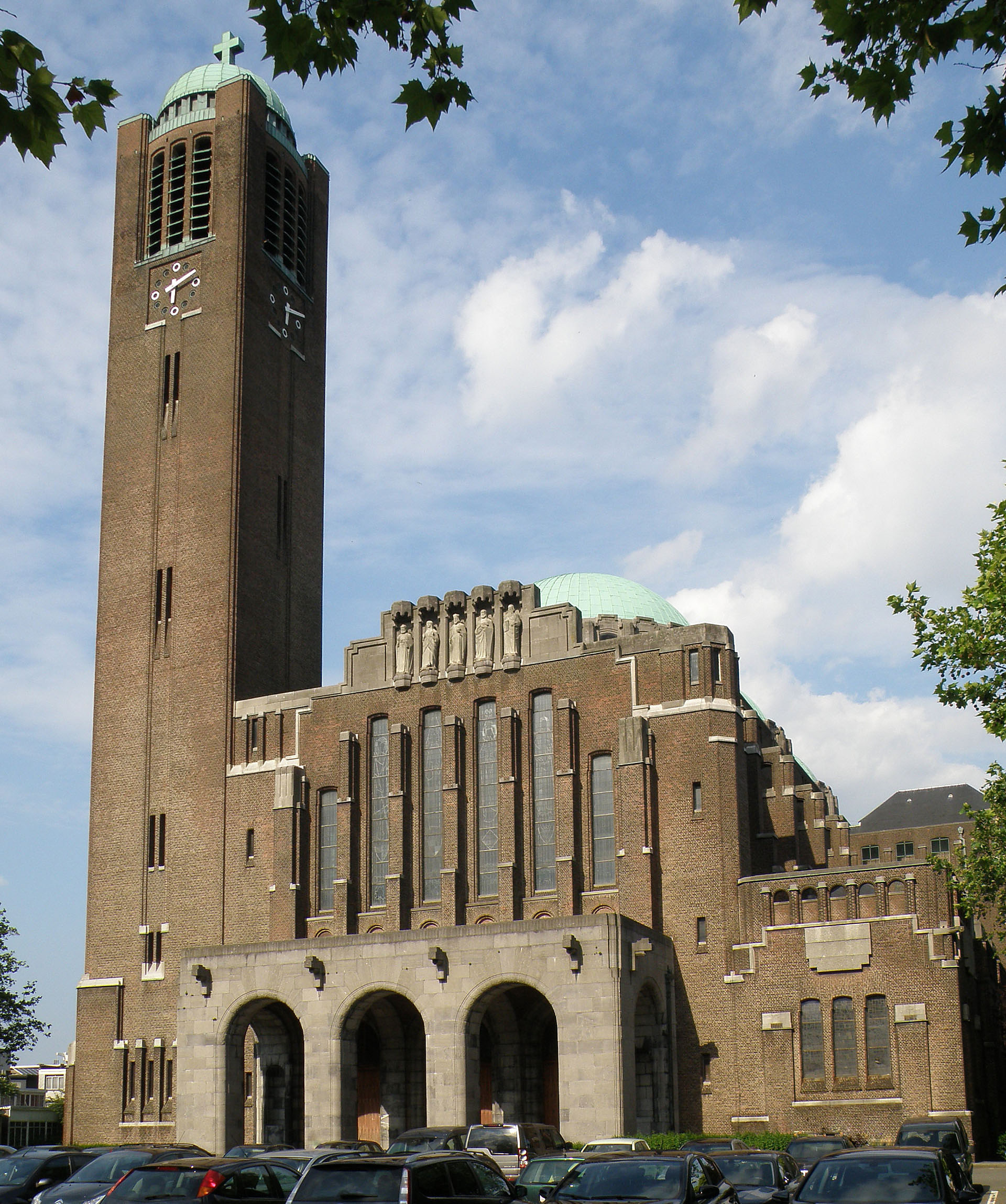
Christus Koningkerk (Antwerpen)

## Erkentelijkheid
- Tweede Prijs van Rome (1911)
- Prijs Léonard Blomme (1914)
- Eerste Prijs van Rome (1914)

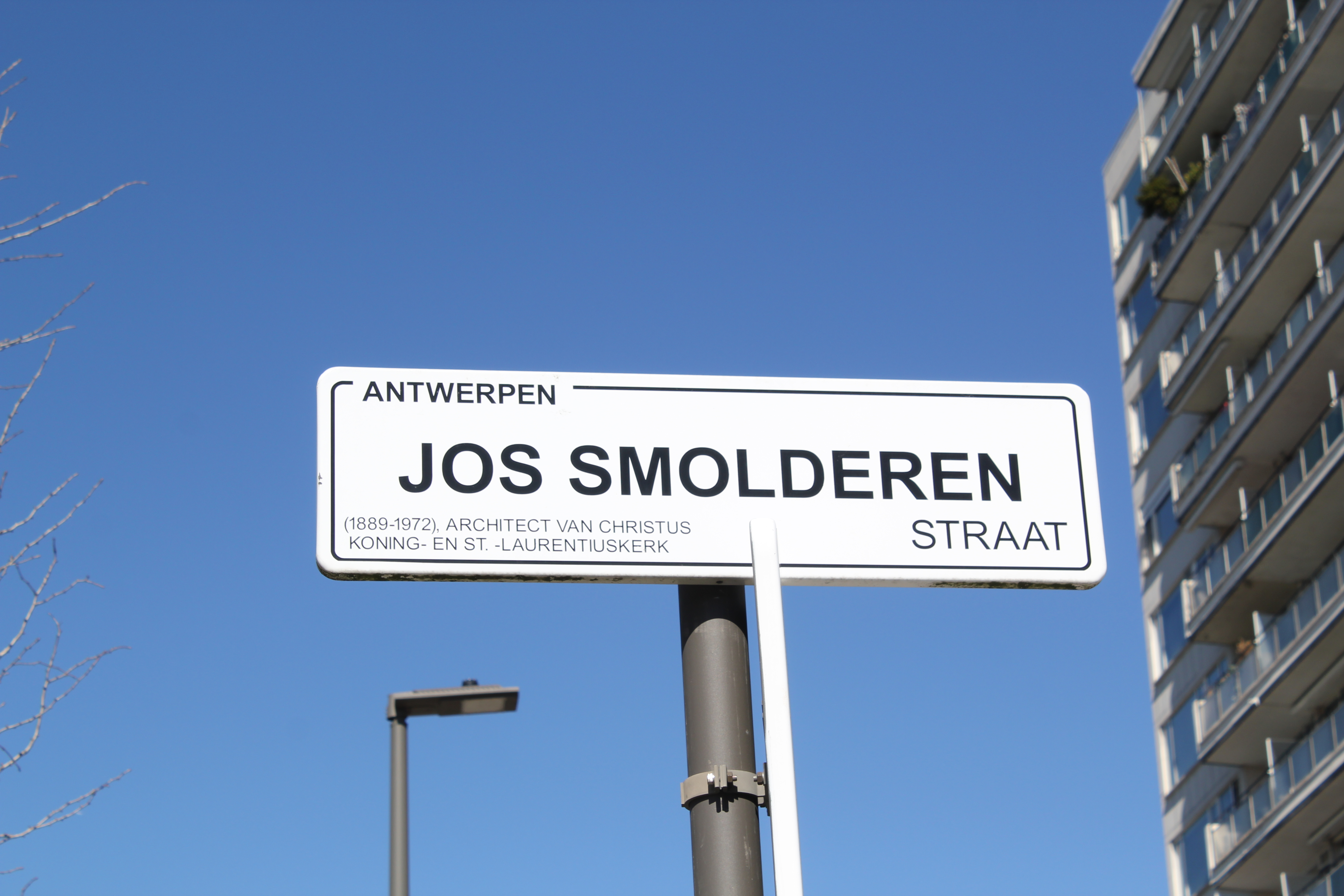
Jos Smolderenstraat, Antwerpen

- Winnaar Meir prijs (1919). Resultaat: de Boerentoren (Antwerpen)
- Winnaar internationale wedstrijd voor het "Monument voor de intergeallieerden" (Luik) (1925)
- Tweede prijs wedstrijd ontwerp Kunstberg (Brussel) (1928)
- Jos Smolerenstraat, hoofdstraat van het stadsontwikkelingsproject Nieuw-Zuid in Antwerpen